# Frea kinduensis
Frea kinduensis là một loài bọ cánh cứng trong họ Cerambycidae.